# Kingston (Nowa Szkocja)
Kingston – wieś (village) w kanadyjskiej prowincji Nowa Szkocja, w hrabstwie Kings, na wschód od Middleton. Według spisu powszechnego z 2016 obszar miejski (population centre) Kingston – Greenwood to: 12,25 km², a zamieszkiwało wówczas ten obszar 6879 osób (gęstość zaludnienia 561,6 os./km²).
Miejscowość, której nazwa pochodzi od nazwy hrabstwa i została nadana (jako Kingston Station) ze względu na położenie przy trasie Dominion Atlantic Railway w nadziei na otrzymanie statusu miasta (town), w 1916 uchwalono usunięcie drugiego członu nazwy.